# Georges Talbourdet
Georges Talbourdet (* 5. Dezember 1951 in Erquy; † 5. Dezember 2011 in Pléneuf-Val-André) war ein französischer Radrennfahrer.

## Sportliche Laufbahn
Als Amateur siegte er 1971 im Circuit de Bretagne-Sud, in der Ronde mayennaise und gewann eine Etappe im Rennen Ruban Granitier Breton. 1972 siegte er in der Tour de l’Yonne, in der Tour Nivernais Morvan sowie in der Ronde mayennaise. In der britischen Manx Trophy wurde er Zweiter. 1973 folgten Siege in der Tour des Vosges, im Circuit de Bretagne-Sud und erneut in der Ronde mayennaise. Die Internationale Friedensfahrt beendete er auf dem 9. Rang.
Zum Ende der Saison wurde er Berufsfahrer im Radsportteam Gan-Mercier. 1974 gewann er die nationale Meisterschaft im Straßenrennen vor Alain Santy. Im Verlauf seiner Karriere als Radprofi gewann er den Grand Prix du Morbihan 1975 und den Grand Prix de Cannes 1976. 1979 startete er für das Team Les Amis du Tour, eine Mannschaft, in der vertragslose Profis fuhren und die vom Verband unterstützt wurden.
Die Tour de France fuhr er dreimal. 1975 wurde er 13., 1976 21. und 1977 schied er aus. Talbourdet starb an seinem 60. Geburtstag.